# گردنبند ملکه (رمان)
گردنبند ملکه (انگلیسی: The Queen's Necklace) رمانی از الکساندر دوما است که در سال‌های ۱۸۴۹ و ۱۸۵۰ (بلافاصله پس از انقلاب ۱۸۴۸ فرانسه) منتشر شد. این رمان، بر اساس ماجرای گردنبند الماس ملکه فرانسه در آن زمان، یعنی ماری آنتوانت است. داستان این رمان شامل کلاهبرداری و رسوایی سلطنتی که در دربار لوئی شانزدهم در دهه ۱۷۸۰ رخ داد، می‌شود. این واقعه در آن زمان رسوایی زیادی برای خاندان سلطنتی به بار آورد و به تیتر اخبار روزنامه‌ها تبدیل گشت.

## رمان
ابتدا این رمان به‌صورت سریالی در روزنامه لاپرس (اولین روزنامه منتشر شده در فرانسه) چاپ شد. خط داستانی رمان مربوط به وقایع اتفاق افتاده از سال ۱۷۸۴ تا ۱۷۸۵ می‌شود. این دومین رمان از چهار رمانی است که دوما در آن شخصیت آلساندرو کالیوسترو را برای کنترل وقایع داستان انتخاب کرده‌است.

## ریشه رمان
فصل اول رمان، که شامل یک شام به میزبانی مارشال ریشلیوی پیر است و از متنی به نوشته ژان-فرانسوا دو لا هارپ به نام پیش‌گویی کازوت الهام گرفته شده‌است. در این متن، کنت کالیوسترو برای مهمانان مختلف از جمله لاپیروس، مادام دو باری، مارکی دو کندورسه و گوستاو سوم سوئد، سرانجام غم‌انگیزی که در انتظار آنهاست و اعدام لوئی شانزدهم را پیش‌بینی می‌کند. این آینه‌داری داستان غم‌انگیزی را روشن می‌کند، زیرا خواننده از قبل می‌داند که تلاش‌های قهرمانان داستان، از جمله ملکه، برای اثبات بی‌گناهی‌شان بی‌فایده است و در نهایت شکست خواهند خورد.

## فیلم سینمایی
بر اساس کل یا بخشی از داستان این رمان و حقایق تاریخی، فیلم‌ها و برنامه‌های تلویزیونی بسیاری ساخته شده‌است از جمله فیلم رویداد گردنبند، به کارگردانی چارلز شایر که در سال ۲۰۰۱ منتشر شد.